# Harry Elstrøm
Harry-Arnold Elstrøm, né à Berlin le 11 août 1906 et mort à Linkebeek, Belgique, le 17 mai 1993, est un sculpteur, médailleur, dessinateur, peintre et professeur d'art belgo-danois.

## Biographie
Le père d'Elstrøm était un industriel danois, sa mère une écrivaine anglaise. En 1913, la famille déménage à Dresde, où le jeune Elstrøm étudie l'histoire de l'art au collège technique de 1918 à 1924. Immédiatement après, il s'inscrit à l'Academia Britannica de Rome, en Italie, où il participe à des fouilles à Pompéi. En 1928, il entre à l'Académie des Beaux-Arts de Bruxelles. En 1933, il épouse Germaine Anciaux. C'est à partir de cette époque qu'il se consacre à l'art religieux, même s'il aborde aussi les sujets profanes. En 1934, il commence sa carrière d'artiste indépendant. L'une de ses œuvres les plus connues est le calvaire de la basilique de Koekelberg. Il a réalisé plus de 300 statues et reliefs. Elstrøm a également conçu de nombreuses médailles ainsi que des timbres et des pièces de monnaie. Il s'est fait un nom pour son travail novateur dans le domaine de l'art religieux. En 1940, il devient professeur de sculpture à l'Institut Saint-Luc de Bruxelles et en 1952, il est nommé professeur au département d'architecture de l'Université catholique de Louvain.

## Œuvres
Certaines de ses œuvres sont :

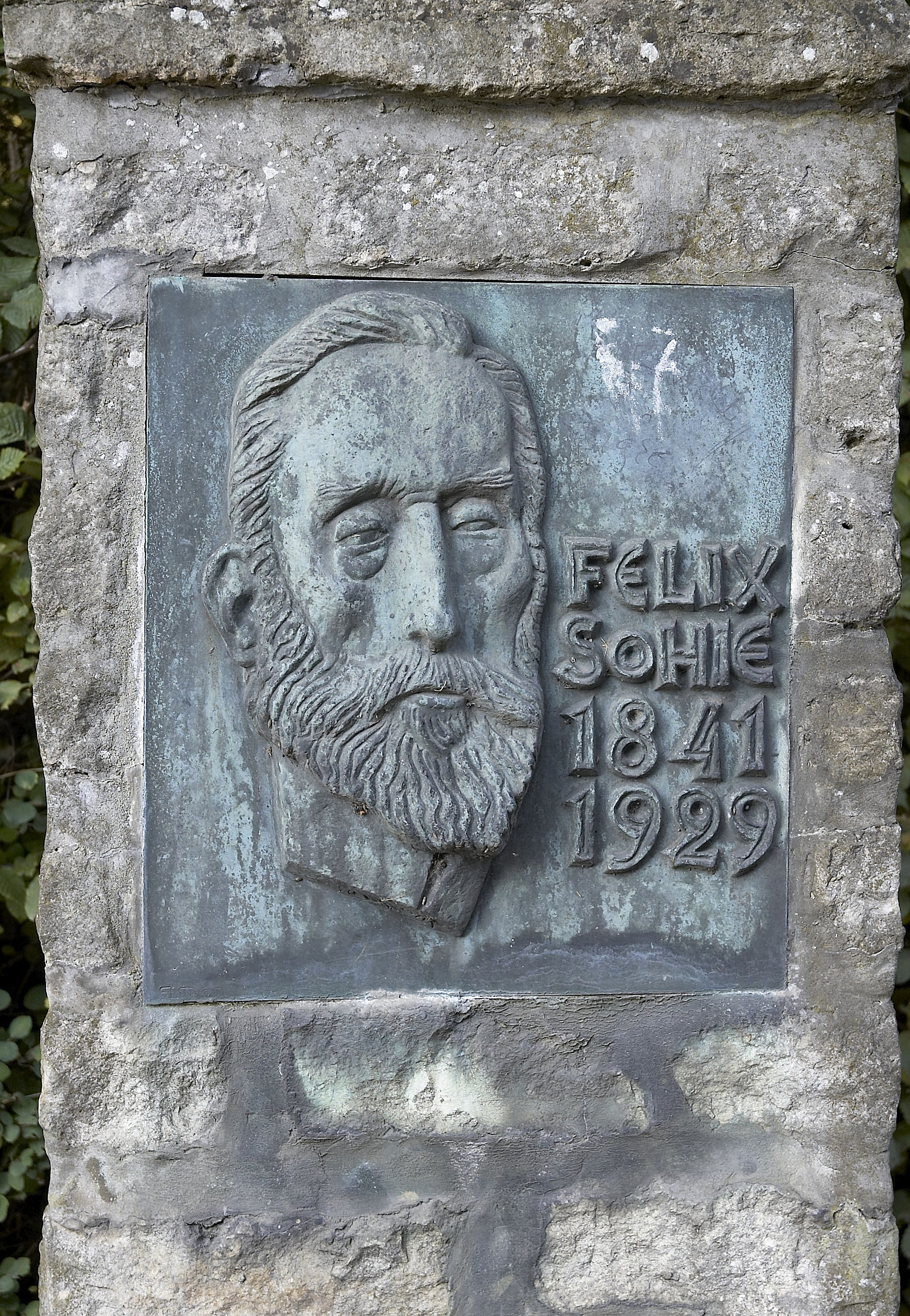
Un relief de Felix Sohie par Elstrøm

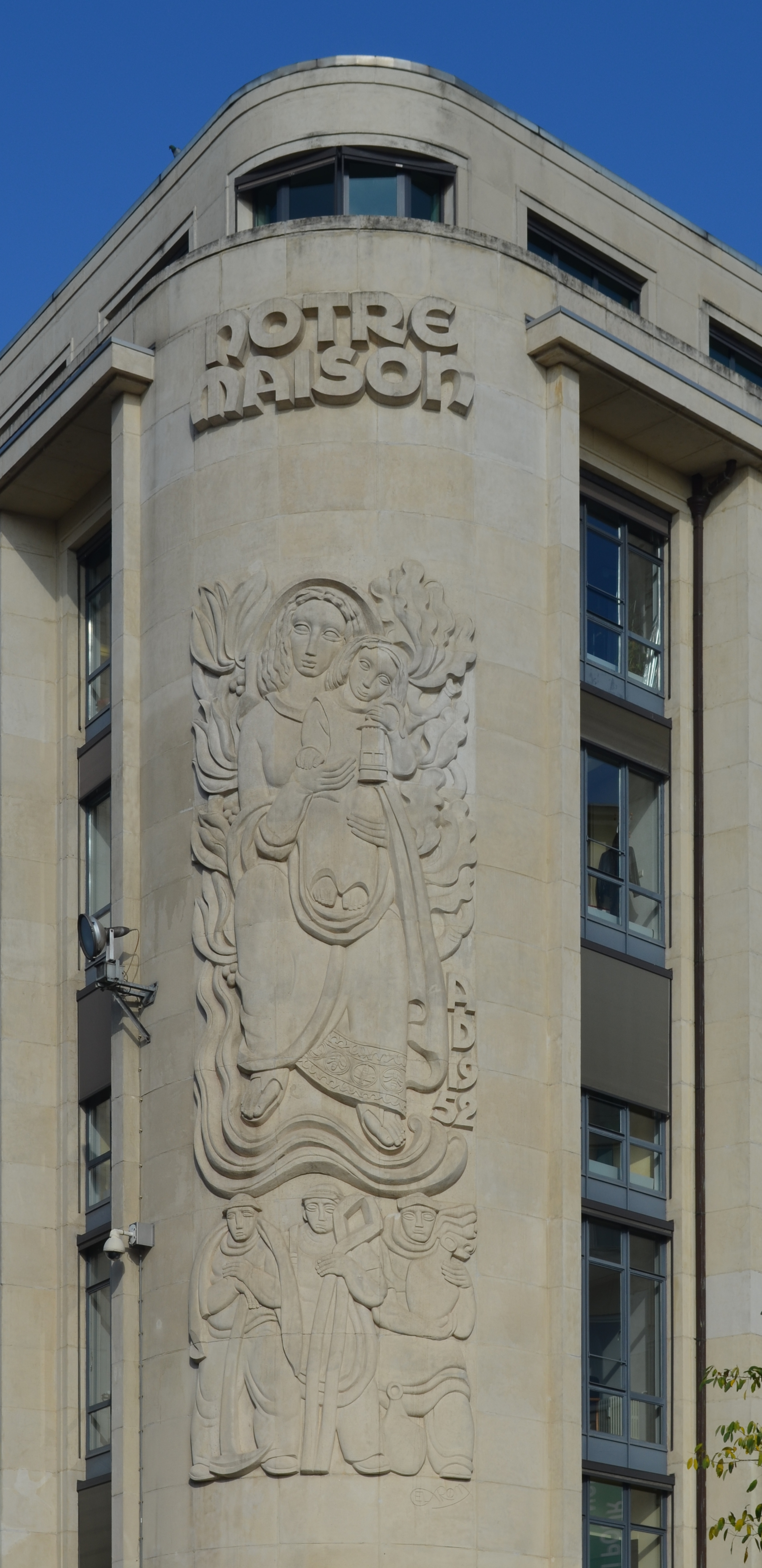
Notre maison à Charleroi

- Calvaire et anges dans la basilique de Koekelberg en Belgique
- Vie de Saint Pierre, ca. 1951. Lessines, église Saint-Pierre, linteau en bas-relief, granit et Saint Pierre en majesté, chêne, mauclair du grand portail de l'église de Lessines.
- Notre Maison, 1952, siège du Mouvement ouvrier chrétien à Charleroi .
- Gisant du Christ de l'église Saint-Pierre, à Lessines, ca. 1953.
- Fonts baptismaux, 1956. Vissoule, église Saint-Georges
- Partie d'un monument Jules Cornet
- La plaque de Felix Sohie, 1959 en bronze à Huldenberg, Belgique
- Sainte Barbara, 1959. Pellenberg, sanatorium universitaire, sculpture en cuivre sculpté.
- Paix, 1959. Saint-Léger, mémorial en cuivre ciselé
- L'Architecture, 1953. Bruxelles, ministère des Travaux publics, entrée Hertogstraat, pierre.
- La Famille, 1964. Turnhout, mairie, façade, relief en pierre.
- Vigilentia, 1964. Turnhout, mairie, façade, relief en pierre.
- Maria Middelares, 1941. Louvain, OLV Middelareskerk, statue en pierre.
- Profil du Roi Baudouin sur pièce de 10 francs belges, 1969, et série de timbres.